# Novotinea carbonifera
Novotinea carbonifera is een vlinder uit de familie echte motten (Tineidae). De wetenschappelijke naam is voor het eerst geldig gepubliceerd in 1900 door Walsingham.
De soort komt voor in Europa.